# Canestrato vacchino
Il Canestrato vacchino, o in siciliano Canistratu vacchinu, è un formaggio a pasta dura di latte vaccino raramente misto a latte pecorino prodotto in tutta la Sicilia.
Il Canestrato vacchino rientra nell'elenco dei prodotti agroalimentari tradizionali (PAT) stilato dal ministero delle politiche agricole e forestali (Mipaaf).

## Nome
Il termine canestrato fa riferimento ai canestri di giunco utilizzati per produrre e conservare il formaggio. 
In un calmiere del 1412 è citato come cacio vacchino. 
Il nome canestrato vacchino indica il quasi esclusivo utilizzo di latte vaccino al contrario del canestrato dove per almeno il 30% si usa latte ovino.

## Caratteristiche
Il canestrato ha una forma cilindrica con facce piane e talvolta concave derivata dal canestro in cui viene prodotto. Il sapore e il colore della pasta dipendono dalla stagionatura del canestrato. Se è di breve stagionatura è molto morbido e ha un gusto dolce con un colore molto chiaro tendente al giallo paglierino, più avanza la stagionatura più il sapore diventa piccante, il colore più scuro e il profumo più pungente.

## Produzione
La tecnica di lavorazione è antica e tradizionale.
Si usa latte di vacca, microflora naturale e caglio in pasta di agnello o capretto. Il latte viene fatto coagulare in una tina di legno alla temperatura di 35° con il caglio in pasta, la cagliata viene successivamente rotta e spurgata con le mani dopo essere stata adagiata sulle fascere, o in siciliano fascedde, ovvero i tradizionali canestri di giunco che gli danno la sua tipica forma lasciando l'esterno rugoso. All'atto dell'incanestratura può essere aggiunto pepe nero in grani o fiocchi di peperoncino.
Nella seconda fase la cagliata viene cotta con la scotta calda a 80°. Le forme sono poi sistemate sul tavoliere di legno per la fase fase di spurgo e di acidificazione cui seguirà la salatura.
Le forme sono salate a secco con sale marino fino avendo cura di stenderne sull'esterno uno strato consistente. La quantità di sale varia in base alle caratteristiche che si vogliono dare al prodotto. La stagionatura per il formaggio fresco è di soli 8-10 giorni, qualche mese per il semistagionato e oltre i 4 mesi minimo per lo stagionato.